# 22P/Kopff
22P/Kopff ist ein kurzperiodischer Komet, der am 23. August 1906 von August Kopff in Heidelberg entdeckt wurde. Mit einer Periode von nur 6 Jahren gehört er zu den Schweifsternen mit der kürzesten Umlaufzeit. 
Der Komet wurde bei seiner nächsten Annäherung an die Erde 1912/1913 nicht beobachtet, seit 1919 jedoch bei jedem Periheldurchgang. Eine Annäherung an Jupiter im Jahr 1954 veränderte die Flugbahn und verkürzte die Umlaufzeit um die Sonne.